# Flieger Bataillon Nr. 3
Flieger-Bataillon  Nr. 3 - FlgBtl 3 – jedna z 5 większych jednostek taktycznych lotnictwa niemieckiego Luftstreitkräfte utworzona przed wybuchem I wojny światowej tego typu.

## Informacje ogólne
Jednostka powstała w 1913 roku i składała się z trzech kompanii pruskich. Podporządkowana była Inspektion der Fliegertruppen oraz 8 Armii. Sztab stacjonował w Kolonii.

### Skład batalionu w sierpniu 1914 roku
| Kompania | Lokalizacja | Jednostka                                 | Dowódca                  |
| -------- | ----------- | ----------------------------------------- | ------------------------ |
| 1        | Kolonia     | Feldflieger-Abteilung 9                   | kpt. Musset              |
|          |             | Festtungsfliegerabteilung 3(Festung Köln) | kpt. Volkmann            |
|          |             | Etappen Flugzeug Park 4                   | major Goebel             |
| 2        | Hanower     | Feldflieger-Abteilung 21                  | kpt. Franz Geerdtz       |
|          |             | Feldflieger-Abteilung 22                  | kpt. von Blomberg        |
|          |             | Feldflieger-Abteilung 28                  | kpt. Freytag             |
|          |             | Etappen Flugzeug Park 2                   | kpt. Hohl                |
| 3        | Darmstadt   | Feldflieger-Abteilung 6                   | kpt. von Dewall          |
|          |             | Feldflieger-Abteilung 18                  | kpt. Ernst von Gersdorff |
|          |             | Feldflieger-Abteilung 27                  | por. Alfred Keller       |
|          |             | Etappen Flugzeug Park 5                   | kpt. Pohl                |

## Dowódcy Jednostki
| Stopień | Nazwisko | Okres |
| ------- | -------- | ----- |
| Major   | Roethe   |       |
| Major   | Kuckein  |       |